# 声明及放弃
在板球运动中， 队长宣布本队一局结束叫做声明（declaration）， 当队长选择放弃一局时叫做放弃（forfeiture）。板球规则第14条对此有详细的规定。这条规则只适用于双方计划各赛两局的比赛中；板球规则第14条尤其不适用于任何有限轮数的板球比赛。

## 声明
在比赛期间的任何时候，当遇到死球时，击球方的队长可以声明此局结束。通常这是因为击球方的队长认为他的队已得了足够的跑分来赢得这场比赛，虽然有时在其他情况下也使用战术声明。
队长在声明时必须考虑到声明太早所带来的风险（会为对方球队设置目标太低），也要权衡声明太晚或不作声明带来的风险 （这会让剩下的比赛时间太短，无法完成比赛而导致平局）。
第一次使用声明的队长是 查尔斯·赖特（Charles Wright ）。他于1890年和肯特队在格雷夫森击球场举行的比赛中首次使用，赖特宣布诺丁汉郡队的第二局以5球157分结束，这让肯特队需达到231分的目标才能赢。然而这一战术没有达到预期的效果，这场比赛以肯特9球98分平局结束， 诺丁汉郡队 需要再拿下一个三柱门才能赢。

## 放弃
根据现行规则，队长可放弃本队的两局中的任何一局比赛。被放弃的局应被视为已完成的局。通常，这种情况出现在时间较短竞争性有很强的两局赛事中，队长需要事先商量并同意如何设置规则，从而使比赛结果更合理。这样赢得一场比赛应该能使参赛队的得分比平局多，所以队长往往宁愿冒险试一把,否则不会有类似赢的机会. 
板球锦标赛中，只有一个赛局遭放弃。这是 2000年1月18日在南非的森图里举行的比赛， 在第五场也就是最后一场系列锦标赛中南非队对抗英国队，南非在第一小时以2-0领先英国队。第一天南非以6球155分领先，但接下来三天大雨倾盆。当仅剩一天时，这场比赛无疑要以平局结束。
直到南非的队长哈塞·克龙涅，与英国队队长纳赛尔·侯赛因定下规矩，南非将继续击球直到得到250分，然后就宣布结束。英格兰南非将各自宣布放弃一局 ，这就让英格兰队至少需要得 250分才能赢 （比赛原定目标是 249)。那时候，板球规则只允许球队放弃其第二局，所以英国的第一局被视为声明，结果为0球0-0分。第二局英国得了8球 251 分，比赛结果赢得 2个三柱门。南非队有许多指责克龙涅设置的目标太低。
后来据说克龙涅曾与 一位赌注登记经纪人有过接触，他要确保这场比赛会有一个积极的结果。 纳赛尔·侯赛因和英国队当时对此都不知情，全力以赴的与南非队较量。
2006 年巴基斯坦和英国之间的系列锦标赛第四场中，巴基斯坦在抗议并要求调查对方改变赛球状况被拒后宣布放弃。裁判员把比赛获胜奖励 给英国队。这场比赛是板球规则 第21条被迫弃赛（Abandoned），而不是第14条中的自愿放弃（Forfeiture）。

## 引用
1. ↑  MCC. . Laws of Cricket 1980 Code. Cricinfo. 1980  [2011-02-20]. （原始内容存档于2020-11-17）.

## 请参阅
板球比赛规则